# Championnats du monde de ski nordique 1939

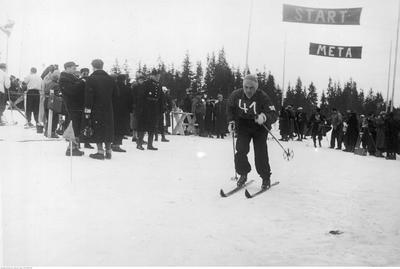
Départ d'un skieur lors du championnats du monde de ski nordique 1939

Championnats du monde de ski nordique. L'édition 1939 s'est déroulée à Zakopane (Pologne) du 11 février au 19 février.

## Palmarès

### Ski de fond

#### Hommes
| Épreuve                                     | Or                                                                     | Argent                                                        | Bronze                                                                        |
| 15 février : Ski de fond 18 km H            | Jussi Kurikkala                                                        | Klaes Karppinen                                               | Carl Pahlin                                                                   |
| 17 février : Ski de fond 50 km H            | Lars Bergendahl                                                        | Klaes Karppinen                                               | Oscar Gjøslien                                                                |
| 19 février : Ski de fond Relais 4 × 10 km H | Finlande Pauli Pitkänen Olavi Alakulppi Eino Olkinuora Klaes Karppinen | Suède Alvar Hägglund Selm Stenvall John Westbergh Carl Pahlin | Italie Aristide Compagnoni Severino Compagnoni Goffredo Baur Alberto Jammaron |

### Combiné nordique
| Épreuve                                   | Or             | Argent              | Bronze          |
| 11 février : Combiné nordique K90 / 15 km | Gustav Berauer | Gustaf Adolf Sellin | Magnar Fosseide |

### Saut à ski
| Épreuve                     | Or          | Argent      | Bronze              |
| 11 février : Saut à ski K70 | Josef Bradl | Birger Ruud | Arnholdt Kongsgaard |

### Tableau des Médailles
| Place | Nation    | Médaille d'or | Médaille d'argent | Médaille de bronze | Total |
| ----- | --------- | ------------- | ----------------- | ------------------ | ----- |
| 1     | Finlande  | 2             | 2                 | 0                  | 5     |
| 2     | Allemagne | 2             | 0                 | 0                  | 2     |
| 3     | Norvège   | 1             | 1                 | 3                  | 3     |
| 4     | Suède     | 0             | 2                 | 1                  | 1     |
| 5     | Italie    | 0             | 0                 | 1                  | 1     |